# Matty James
Matthew Lee James (sinh ngày 22 tháng 7 năm 1991) là một cầu thủ bóng đá chuyên nghiệp người Anh hiện đang chơi cho câu lạc bộ Leicester City. Anh thường thi đấu ở vị trí tiền vệ, tuy nhiên khi cần anh cũng có thể được đẩy về đá ở vị trí hậu vệ. James bắt đầu sự nghiệp của mình với Manchester United, nơi anh trai của anh ấy Reece cũng từng thi đấu ở các cấp độ trẻ và sau đó thi đấu cho câu lạc bộ Preston North End dưới dạng cho mượn trước khi đến với Leicester vào năm 2012.

## Sự nghiệp quốc tế
James từng thi đấu cho đội tuyển U–16 và U–17 Anh. Vào năm 2009, anh được triệu tập lên đội tuyển U–19 Anh tham dự Giải vô địch U19 châu Âu 2009 của UEFA. Anh đeo băng đội trưởng và trong trận đấu mở màn đầu tiên với tư cách đội trưởng, U–19 Anh đã giành chiến thắng 3–2 trước U–19 Áo.

## Đời tư
Cha của James, Linton James, từng chơi bóng cho câu lạc bộ Bacup Borough và sau đó làm trợ lý tại câu lạc bộ này. Em trai của anh, Reece James, hiện đang chơi cho câu lạc bộ Doncaster Rovers. Anh học tại trường Cao đẳng Thể thao Cộng đồng Fearns.